# 호미곶 등대
호미곶 등대(虎尾串 燈臺)는 대한민국 경상북도 포항시 남구 호미곶면에 있는 등대이다.
1982년 8월 4일 경상북도의 기념물 제39호 장기곶등대(長鬐串橙臺)로 지정되었다가, 2002년 4월 18일 현재의 명칭으로 변경·고시되었다.

## 개요
대한민국 지도상 호랑이 꼬리부분에 해당하는 곳에 자리하고 있는 등대이다. 이곳을 '호미곶' 혹은 '동외곶'이라고 하는데, 서쪽으로는 영일만, 동쪽으로는 동해와 만나고 있어 일명 대보등대(大甫燈臺)라고도 한다.
높이 26.4m, 둘레는 밑부분이 24m, 윗부분이 17m로 전국 최대 규모이다. 겉모습은 8각형의 탑 형식으로 근대식 건축 양식을 사용하여 지었는데, 철근을 사용하지 않고 벽돌로만 쌓아올려, 오늘날의 건축관계자들도 감탄을 금치 못한다고 한다. 내부는 6층으로 되어 있으며, 각층의 천장마다 대한제국의 상징무늬인 오얏꽃모양의 문장(紋章)이 조각되어 있다.
1908년에 건립된 국내에서 가장 오래된 등대로, 건축사적·문화재적으로 커다란 가치를 지니고 있다.

## 명칭 변경 사유
국립지리원고시(제2001-355호, 2002. 1. 5)에 의거 포항시 남구 대보면 대보리 소재 장기곶이 호미곶으로 지명 변경됨에 다라 지정문화재인 "장기곶등대"를 지도표기와 동일한 명칭인 "호미곶등대"로 변경한다.

## 같이 보기
- 국립등대박물관
- 호미곶

## 참고 자료
- 호미곶등대 - 국가유산청 국가유산포털